# Killing Hasselhoff
Pour plus de détails, voir Fiche technique et Distribution.
Killing Hasselhoff est un film américain réalisé par Darren Grant, sorti en 2017. Il met en vedette David Hasselhoff, Rhys Darby, Melanie Brown, Ken Jeong et Justin Bieber.

## Synopsis
Un homme qui a des dettes fait un pari pour se sauver lui-même. Il doit tuer l’acteur David Hasselhoff pour toucher les 500 000 dollars. S’ensuivent alors pour lui des aventures rocambolesques.

## Fiche technique
- Titre original : Killing Hasselhoff
- Titre québécois :
- Réalisation : Darren Grant
- Scénario : Peter Hoare
- Costumes :
- Photographie :
- Montage :
- Musique :
- Production : Lotus Pictures, Hyde Park Entertainment, Intellectual Artist Management, Primary Wave Entertainment, WWE Studios
- Société de distribution :
- Pays de production :  États-Unis
- Langue : Anglais
- Genre : Comédie
- Format :
- Durée : 80 minutes
- Dates de sortie :
  - États-Unis : 29 août 2017
  - France : 3 octobre 2017 (directement en DVD)
- Classification : tout public

## Distribution
- David Hasselhoff (VF : Michel Voletti) : lui-même
- Rhys Darby (VF : Laurent Morteau) : Fish
- Melanie Brown : elle-même
- Ken Jeong (VF : Stéphane Miquel) : Chris
- Jim Jefferies : Tommy
- Jennifer Ikeda (VF : Nathalie Spitzer) : Ann
- Jon Lovitz (VF : Patrice Dozier) : Barry
- Colton Dunn (VF : Rody Benghezala) : Redix
- Dan Bakkedahl (VF : Jérôme Wiggins) : Nick
- Will Sasso (VF : Jean-François Aupied) : Wasserstein
- Ron Funches : Bill
- Flula Borg (VF : Emmanuel Lemire) : Alcee
- Carlos Pena, Jr. : Pedro
- Master P (VF : Pascal Vilmen) : Del Toro
- Michael Winslow (VF : Pascal Vilmen) : lui-même
- Justin Bieber (VF : Geoffrey Loval) : lui-même
- Rick Fox : lui-même
- Kid Cudi : lui-même
- Howie Mandel : lui-même
- Gena Lee Nolin : elle-même
- Pat Monahan : lui-même